# Szergej Larin
Szergej Larin (oroszul Сергей Ларин, litvánul Sergejus Larinas, szlovákul Sergej Larin) (Daugavpils, 1956. március 9. – Pozsony, 2008. január 13.) lettországi orosz származású operaénekes (tenor). Olaszos hangjával világszerte keresett énekes volt korai haláláig.

## Élete
Szülei autógyárban dolgoztak, s maga is autóipari szakközépiskolát végzett. A Párizsba vágyó ifjú 1973-tól a Gorkiji Dobroljubov Állami Idegennyelvi Tanárképző Intézet tolmács–fordító karán francia nyelvet tanult. Az opera iránti vonzalma már kamaszként felébredt a tv-ben látott Mario Lanza-felvételek és az autógyári művelődési házban tartott előadás (Dargomizsszkij: Ruszalka) hatására. Felsőbb zenei tanulmányait a vilniusi Litván Állami Konzervatóriumban (ma Litván Állami Zene- és Színházművészeti Akadémia) végezte Virgilijus Noreika növendékeként. Már diákként szerepelt a helyi operaházban, s itt debütált szólistaként 1981-ben, Alfredot énekelve Verdi La Traviatájában.
Az 1980-as években a Szovjetunió és a szocialista országok operaházaiban szerepelt, első „nyugati” fellépése 1990-ben volt a bécsi Állami Operában, ahol Lenszkijként mutatkozott be Csajkovszkij Jevgenyij Anyeginjében. Ezt követően indult be világkarrierje, Európa és az Egyesült Államok minden jelentős színpadának és fesztiváljának (pl. Salzburg, Edinburgh) rendszeres szereplője volt. 1998-ban Kalafot énekelte a pekingi Tiltott Városban rendezett és világszerte közvetített Turandot előadásban. Repertoárja gerincét a szláv operák mellett a hangszínének rendkívül megfelelő olasz hős- és spinto tenor szerepek alkották. Rendelkezett a meggyőző színpadi játékhoz szükséges eszközökkel is.
1992-ben szintén énekes feleségével a pozsonyi Szlovák Nemzeti Színház tagjai lettek, innen járta a világot. Eleinte olasz szerepeit csak szlovákul tudta, később megtanulta az olasz szöveget is.
Egy amerikai személyes ismerőse szerint utolsó két évében hepatitis C fertőzéstől szenvedett, májátültetést hajtottak végre rajta, ennek ellenére két hónappal 52. születésnapja előtt meghalt. Hamvait egy Pozsony-környéki erdőben szórták szét.
Az operaéneklés mellett rendszeresen szerepelt hangversenyeken. Gyakran énekelte orosz szerzők dalait, és oratóriumszólistaként is keresett volt.

## Szerepei
| - Beethoven: Fidelio — Florestan - Bizet: Carmen — Don José - Borogyin: Igor herceg — Vlagyimir Igorjevics - Csajkovszkij: Jevgenyij Anyegin — Lenszkij - Csajkovszkij: A pikk dáma — Hermann - Dvořák: Ruszalka — A herceg - Dvořák: Dimitrij — címszerep - Giordano: Fedora — Loris Ipanoff gróf - Leoncavallo: Bajazzók — Canio - Mascagni: Parasztbecsület — Turiddu - Muszorgszkij: Borisz Godunov — Az ál-Dmitrij; A falu bolondja; Vaszilij Ivanovics Sujszkij herceg - Offenbach: Hoffmann meséi — Hoffmann | - Puccini: Tosca — Mario Cavadarossi - Puccini: Pillangókisasszony — B. F. Pinkerton - Puccini: Turandot — Kalaf - Saint-Saëns: Sámson és Delila — Sámson - Sosztakovics: A mcenszki járás Lady Macbethje — Szergej - Richard Strauss: Ariadné Naxos szigetén — Bacchus - Verdi: La Traviata — Alfred Germont - Verdi: A végzet hatalma — Don Alvaro - Verdi: Álarcosbál — Richard - Verdi: Aida — Radames - Verdi: Don Carlos — címszerep - Verdi: Otello — címszerep |

## Filmje
- Poussières d'amour — Abfallprodukte des Liebe (német–francia–brit, 1996, Werner Schroeter)

## Könyve
- Панцирь для черепахи : беседа о жизни певца и голоса / Сергей Ларин, Ольга Петерсон. - Рига : Фонд Германа Брауна, 2008. ISBN 9789984395128.

## Díjai, elismerései
- 1995 — Giuseppe Verdi-aranyérem (Parma)
- 2001 — Luigi Illica-díj (Piacenza)
- 2003 — Gediminas litván nagyfejedelem rend tiszti keresztje